# Kutak Adrienn
Kutak Adrienn (szlovákul Adriana Kutaková) (Léva, 1961. június 21. –) keramikus, szobrász.

## Élete
A pozsonyi Képző- és Iparművészeti Középiskolán érettségizett. Ipolyságon él. 
1987-től tagja a Szlovák Képzőművészeti Alapnak, 1991-től a Forma Design – Szlovák Iparművészek Alapjának, 2003-tól a Magyar Szobrász Társaságnak és 2010-től a Magyar Iparművészeti Kamarának.
Tevékenysége elismeréseként ösztöndíjban részesült Egyiptomban, Olaszországban, Németországban, Franciaországban, Belgiumban, Angliában, Spanyolországban, Magyarországon és Szlovákiában.
Egyéni kiállításai voltak elsősorban Szlovákiában és Magyarországon, illetve részt vett több szakmai bemutatón Olaszországban, Kairóban, Japánban is. Egyik legjelentősebb munkája az ipolysági Honti múzeum udvarában lévő Holokauszt Emlékmű.

## Elismerései
- 2013 Magyar Képzőművészeti Alap díja
- 2014 Magyar Művészeti Akadémia II. díja

## Jelentősebb kiállításai

### Egyéni
- 1992 Városi Galéria, Ipolyság
- 2000 Szerb Templom, Balassagyarmat
- 2002 LIMES Galéria, Komárom
- 2003 Városi Galéria, Párkány
- 2003 Katona Lajos Könyvtár, Vác
- 2004 ART-MA Galéria, Dunaszerdahely
- 2006 Siggilum Oppidi Saag Galéria, Ipolyság
- 2007 Benczúr Galéria, Budapest
- 2009 Szlovák Ház, Békéscsaba
- 2019 Szabó Gyula Emlékház, Losonc (Földünk rétegei)

### Csoportos
- 1990 3. Nemzetközi Kisplasztika Triennálé (Zágráb, Jugoszlávia)
- 1991 Csehszlovákiai keramika (Prága, Karlove Vary)
- 1991 3. Nemzetközi Kerámia Fesztivál (Grottaglie, Olaszország)
- 1992 Mino 92 (Mino, Japán)
- 1992 2. Nemzetközi Kerámia Biennálé (Kairó, Egyiptom)
- 1996 3. Nemzetközi Kerámia Biennálé (Kairó, Egyiptom)
- 2008 Nemzetközi biennálék válogatása (Komárom)
- 2011 Vendégünk Európa (Vác)
- 2020 LIMES Galéria (Komárom)

## Köztéri művei
- 1990 Gyűgy, Rekreációs Központ – kerti plasztikák
- 1992 Ipolyság, Honti Múzeum – Holokauszt emlékmű
- 2008 Léva, A Kálvária 14 stációja (kerámia dombormű)
- 2009 Ipolyság, Holokauszt emlékmű (fém és üveg)